# Corinth (comté de Grant, Kentucky)
Pour les articles homonymes, voir Corinth.
Corinth est une ville américaine située dans les comtés de Grant et de Scott, dans le Kentucky. Selon le recensement de 2020, sa population est de 226 habitants.

## Élevage de poneys Gotland
En 1989, alors qu'il reste moins de dix poneys de race Gotland identifiés dans tous les États-Unis, la dernière harde connue, soit un étalon et quelques juments, est amenée sur un terrain de 40 hectares dans une ferme de Corinth, sur initiative de Leslie Bebensee qui avait découvert le travail de l′American Livestock Breeds Conservancy. Ce troupeau est toujours élevé à la ferme de Kokovoko en 2005, et a reçu l'influence génétique d'animaux importés depuis l'île de Gotland. En 2013, le cheptel est d'une vingtaine de poneys, et a permis de conserver des lignées qui étaient éteintes en Suède.